# فرودگاه یاکاتاگا
فرودگاه یاکاتاگا  (به انگلیسی: Yakataga Airport) یک فرودگاه همگانی باربری با کد یاتا CYT است که یک باند فرود چمن دارد و طول باند آن ۱۳۲۶ متر است. این فرودگاه در کشور ایالات متحده آمریکا قرار دارد و در ارتفاع ۴ متری از سطح دریا واقع شده است.